# Sovrani di Dolceacqua
Il seguente è un elenco dei sovrani di Dolceacqua, dal 1276 al 1797, con rango signorile e marchionale. Governò il piccolo feudo un ramo della prolifica dinastia Doria, quello di Oberto.

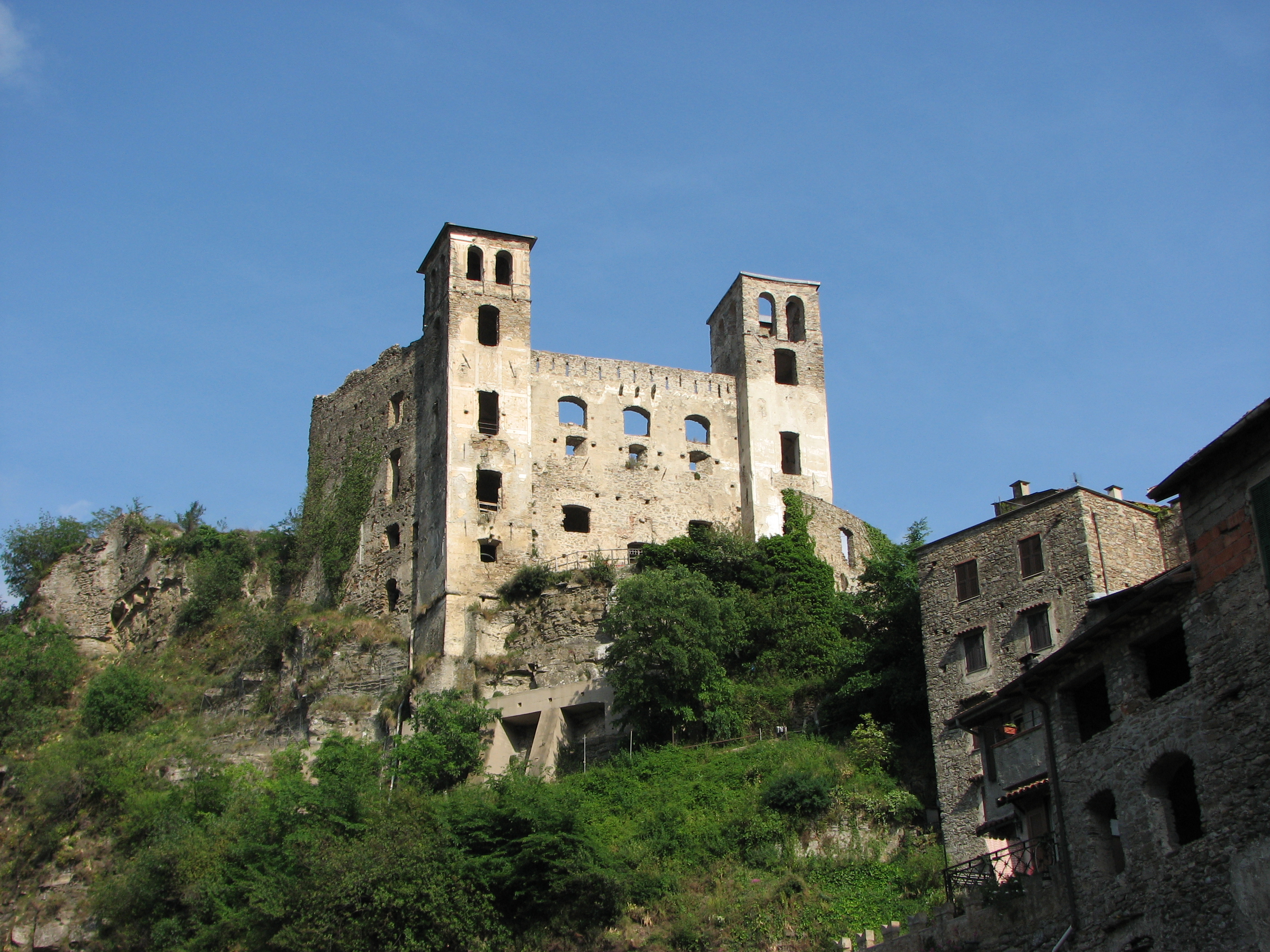
Il castello di Dolceacqua

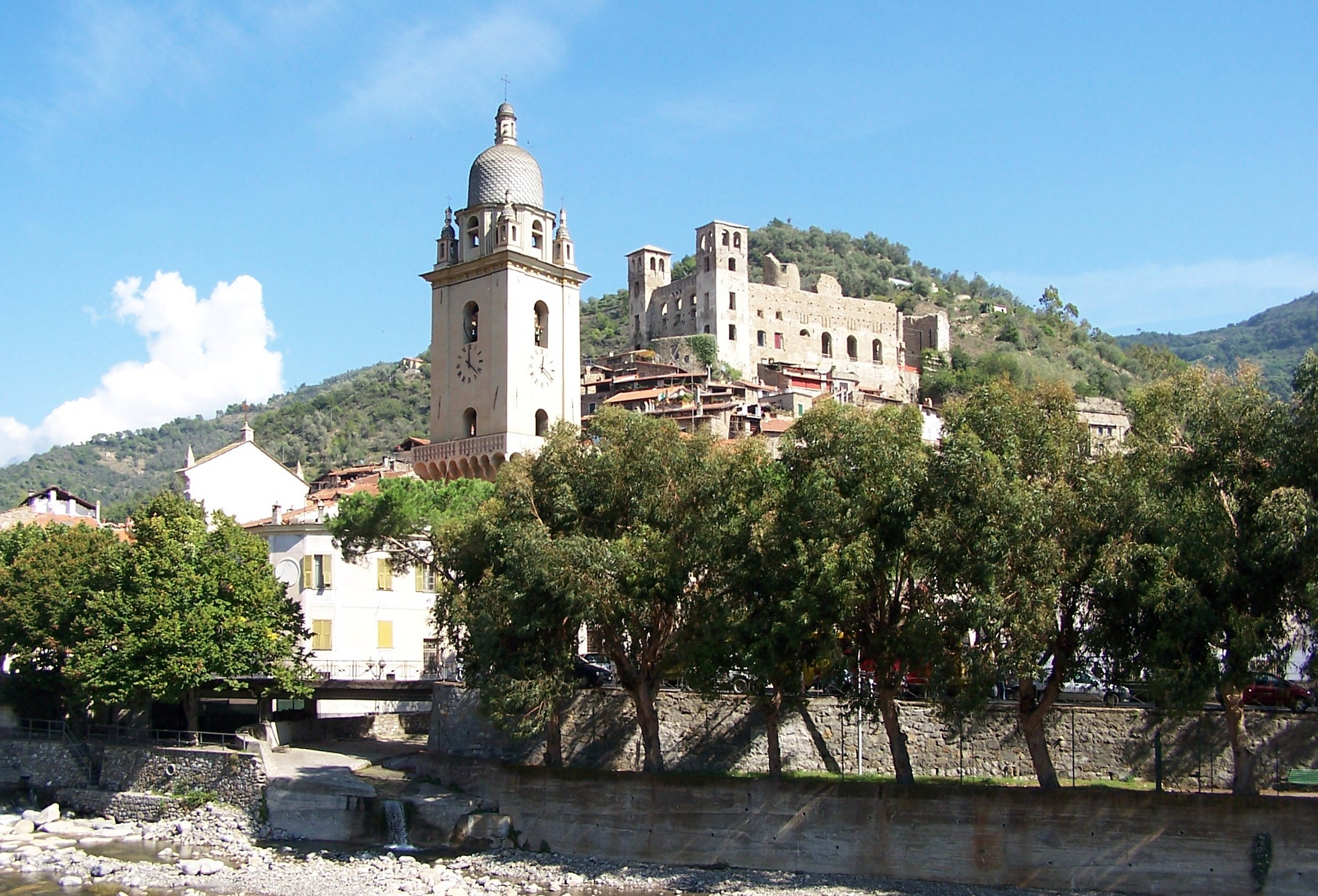
La chiesa di Sant'Antonio abate e il castello Doria a Dolceacqua

## Elenco
| Titolo   | Nome                     | Periodo                 | Consorte                                        | Note |
| Signore  | Oberto Doria             | 1276 - 1295             | Nicolosia Cybo                                  | figlio di Piero e di Mabilia Casiccia |
| Signore  | Andreolo                 | 1295 - 1307 circa       |                                                 | |
| Signore  | Domenico                 | 1307 circa - 1320 circa | Mabilia Vivaldi, Isabella de Camilla            | |
| Signore  | Morruele                 | 1320 circa - 1348       |                                                 | |
| Signore  | Imperiale I "il tiranno" | 1348 - 1387             | Leona Doria                                     | |
| Signore  | Marco I                  | 1387 - 1421             | Ilaria                                          | |
| Signore  | Enrichetto               | 1421 - 1459             | Maria Doria, Eleonora de Marini                 | |
| Signore  | Bartolomeo I             | 1459 - 1491             | Argenta Doria, Tommasina de Marini              | |
| Signore  | Luca                     | 1491 - 1500             | Francesca Grimaldi di Monaco                    | |
| Signore  | Bartolomeo II            | 1500 - 1526             | Peretta Doria                                   | |
| Signore  | Imperiale II             | 1526 - 1553             |                                                 | |
| Signore  | Stefano                  | 1553 - 1580             | Apollonia Grimaldi, Caterina Del Carretto       | |
| Signore  | Giulio                   | 1580 - 1608             | Cassandra Grimaldi                              | |
| Signore  | Imperiale III            | 1608 - 1625             | Maria de la Creste, Emilia Grimaldi             | |
| Signore  | Carlo                    | 1625 - 1651             | Brigida Grimaldi                                | |
| Marchese | Francesco                | 1652 - 1686             | Lucrezia dal Pozzo                              | primo marchese, investito dal duca di Savoia |
| Marchese | Carlo Imperiale          | 1686 - 1698 1700 - 1715 | Carlotta Maddalena de Sales, Alissia Balestroni | |
| Marchese | Alessio                  | 1698 - 1700             | Maria Caterina Rolando Marchetti San Martino    | usurpatore, fratello minore di Carlo Imperiale                                                                                                  |
| Marchese | Costantino               | 1715 - 1727             | Laura Violante Cortina, Maria Metilde Barbiano  | erede di Carlo Imperiale |
| Marchese | Marcantonio Scipione     | 1727 - 1750             | Angela Francesca Maccario                       | |
| Marchese | Carlo Francesco          | 1750 - 1779             | Maria Camilla Giogo                             | |
| Marchese | Giovanni Battista I      | 1779 - 1793             | Teresa Maria Bonarrota                          | ultimo marchese; dal 4 febbraio 1793 ebbe la sola pretesa a causa dell'occupazione francese e l'annessione al Dipartimento delle Alpi Marittime |